# 佐久山義隆
佐久山 義隆（さくやま よしたか）は、戦国時代の武将。下野国佐久山城主。

## 出自
佐久山氏は那須氏庶流。那須氏初代・那須資隆の次男・佐久山泰隆を祖とする。

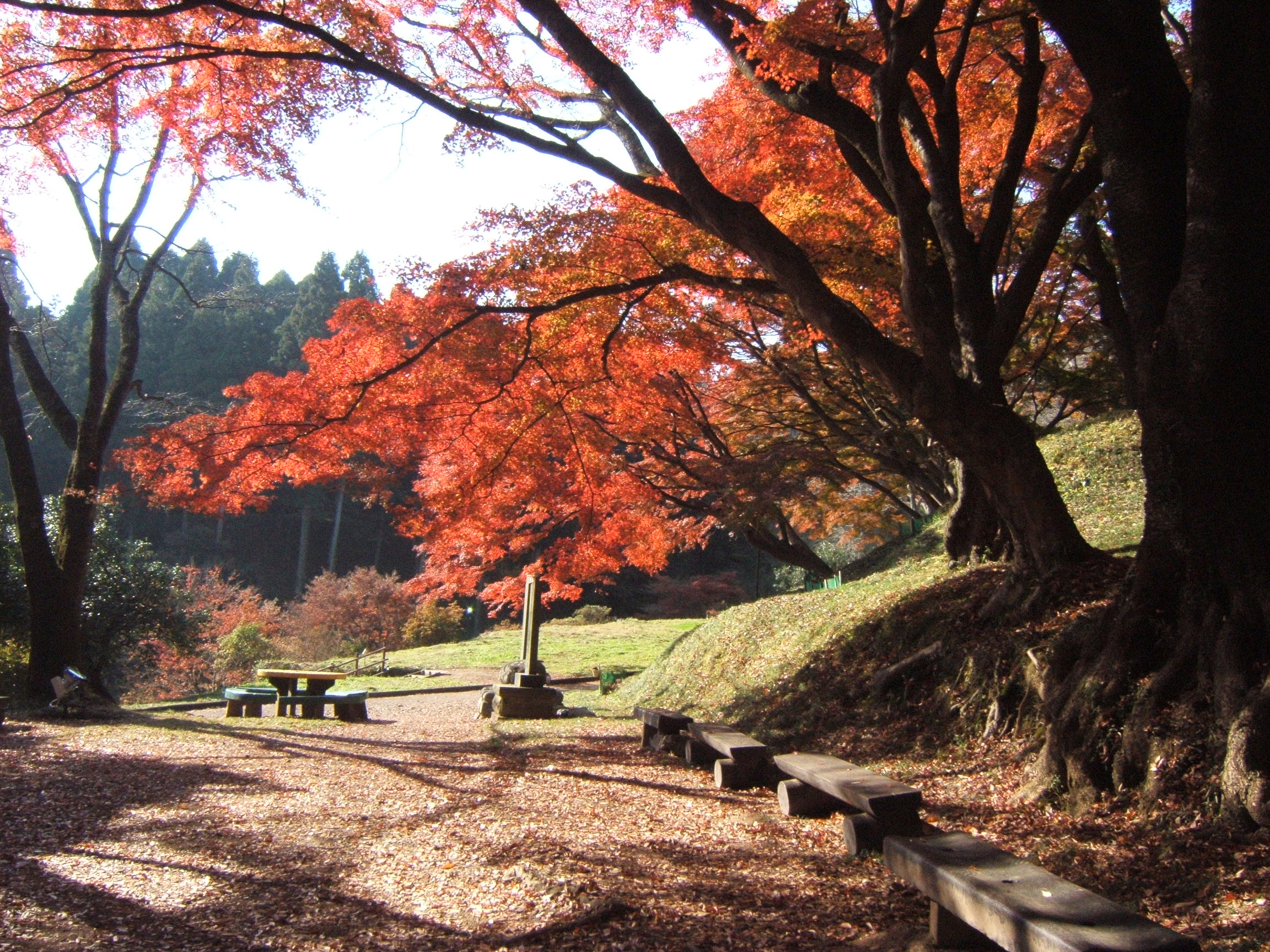
御殿山公園（佐久山城址）

## 略歴
猛将として知られ、その勇猛さを大田原資清に買われ、その娘を室に迎えた。のち資清が死去すると、資清の子・大関高増らに警戒されるようになり、永禄6年（1563年）5月21日、現在の栃木県矢板市にある境が峯にて、うずら狩りを装い誘き出されたところを、大関高増・福原資孝・大田原晴清の三兄弟に殺害され、居城の佐久山城も福原資孝に攻め落とされた。義隆の殺害は資清の遺言だったとされる。
この際、義隆の妹の半学姫も殺害され、義隆の妻も出家し、2人を供養する一生を送ったことから、義隆が殺された境が峯には、義隆と共に3人を供養する地蔵が、後世、義隆の遺臣の子孫たちによって作られ置かれている。ただ、矢板市史では、編纂した郷土史研究家が敢えて「自然とは思えないこの地蔵には、のろいがかけられたようなかっこうに三体とも、一、二ヶ所輪切りにされているという、気味悪い石地蔵である」と記しているように、その恨みは、後世に至っても深く残されていたようである。現在は、地蔵は地元の人たちによって手厚く供養され、地蔵の他に立派な供養塔も設けられている。